# Fjodor Klarić
Fjodor „Feđa“ Klarić (Split, 28. srpnja 1946.) hrvatski je novinar fotoreporter., koji „slika život oko sebe“

## Životopis

### Obrazovanje
U Splitu završio osnovnu školu i Klasičnu gimnaziju Natko Nodilo. Studirao je na Pravnom fakultetu u Splitu.

### Fotoreporterski rad
Fotografijom se počeo intenzivno baviti u gimnaziji.
U Slobodnoj Dalmaciji bio je uposlen od 1971. do 2011., kada je umirovljen. Kao fotoreportera pozvao ga je tadašnji urednik u tom listu Davorin Rudolf. Važnu ulogu u njegovu formiranju imao je fotoreporter Danilo Kabić.
Godinama je radio u reporterskom tandemu s Miljenkom Smojom, te su zajedno prešli Dalmaciju uzduž i poprijeko, koristeći svakovrsna prijevozna sredstva, uključujući i magarce.. 
Dugogodišnji je aktivan član Fotokluba Split, a od 2004. godine i njegov predsjednik. U tom razdoblju Fotoklub je, Klarićevim zalaganjem, proglašen zaštićenim kulturnim dobrom.

### Ocjene
„Feđu Klarića u fotografiji je zanimao više dokumentarni nego estetski aspekt. […]Klarić je zaljubljenik u svoj grad, možda najustrajniji slavitelj (ili mistifikator) njegovih hedonističkih, dokoličarskih, mediteranskih obilježja. No - sve to vrijeme Klarić je i zabrinuti građanin. Fotografira nered, metež, klijentizam, divljaštvo. Fotografira Split da bi ga popravljao.“.

## Izložbe

### Samostalne
- Face s pjace
- Splitski đir ljubavi
- Riva
- Splićanke 1985.
- Smoje u 69 poza

### Skupne
- Desetak kolektivnih izložaba

## Fotomonografije
- Lipotice : moda splitskih ulica kroz četiri stađuna, Split: Slobodna Dalmacija, 1985.
- Pazar i Peškarija, Split: Slobodna Dalmacija, 2007. (tekst: Dražen Čulić)
- Riva, Split: Slobodna Dalmacija, 2009. (tekstovi: Feđa Klarić i Ante Tomić)
- Smoje u 69 poza, Split: Slobodna Dalmacija, 2009.

## Nagrade i priznanja

### Novinarske nagrade
- Zlatno pero Društva novinara Hrvatske (1991.)
- Nagrada za životno djelo Zbora fotoreportera Hrvatske (1996.)
- Nagrada "Otokar Keršovani" za životno djelo (2015.; prvi fotoreporter nositelj)
- Izabran je u Kuću slavnih hrvatskog fotonovinarstva Zbora fotoreportera Hrvatske kao peti fotoreporter u njoj (2015.).

### Odlikovanja
- Red Danice hrvatske s likom Marka Marulića (2010.; prvi fotoreporter odlikovan tim redom)